# Wario Land 4
Wario Land 4, conosciuto in Giappone come Wario Land Advance: Yōki no Otakara (ワリオランドアドバンス ヨーキのお宝?, Wario Rando Adobansu: Yōki no Otakara) è il quarto videogioco della serie di Wario Land creato nel 2001 per Game Boy Advance.

## Trama
Tutto comincia quando Wario, leggendo un giornale, scopre l'esistenza di una gigantesca piramide d'oro massiccio, nascosta nella giungla, che custodisce un'enorme quantità di tesori di ogni genere. Secondo una leggenda, nella piramide è rinchiusa una principessa, rimasta vittima di una maledizione.

Fiutando l'occasione, Wario si mette subito in viaggio verso quel luogo magico, per cercare di accaparrarsi tutte le ricchezze che vi troverà. Vi trova un gattino nero, lo segue, e cade in un precipizio, finendo intrappolato nella piramide. Scoprirà suo malgrado che l'impresa non è affatto facile, dato che la piramide è abitata da una creatura malvagia, la Golden Diva, che dovrà affrontare per rompere l'incantesimo, salvare la principessa, e naturalmente portare via il tesoro.

## Modalità di gioco
In questo titolo non sono presenti Power-Up, dato che Wario è fin dall'inizio capace di fare tutto: può saltare, afferrare e lanciare i nemici, ed effettuare la Body Slam sia di lato sia verso il basso. Esiste in realtà una nuova mossa, non presente nei titoli precedenti: Wario può correre a testa bassa come un toro, ottenendo un effetto molto più devastante della normale Body Slam.

Per accedere alla stanza dove si trova il boss finale, Wario deve attraversare 4 zone diverse, dette Passaggi, ognuno suddiviso in 4 livelli. Ogni zona ha una diversa ambientazione:
- il Passaggio di Smeraldo ha dei livelli interamente a tema naturale, il suo boss è Cractus, una pianta carnivora fluttuante;
- il Passaggio di Topazio ha un tema ricorrente di giocattoli ed oggetti per bambini, con Aerodent, un topolino a cavallo di un orsetto di peluche volante, come boss;
- il Passaggio di Rubino è interamente basato su un tema tecnologico, con Cuckoo Condor, un uccello ricoperto da un'armatura meccanica a forma di orologio a cucù, a fare la guardia finale;
- il Passaggio di Zaffiro ha un tema ricorrente basato sull'horror e il sovrannaturale. Il suo boss è Catbat, un gatto spettrale con una seconda testa di pipistrello poggiata sopra la testa di gatto.

Ognuno dei passaggi ha un boss finale, e solo sconfiggendoli tutti si ha l'accesso alla stanza della Golden Diva. Ognuno dei livelli, inoltre, è completamente diverso dall'altro: a parte il tema in comune presente in ogni passaggio, ogni livello è un'entità individuale. Si passa da torri di costruzioni, ad alberghi infestati, ad un gigantesco pinball, o un campo fiorito.

Il meccanismo di completamento dei livelli è particolare: lo scopo finale non è arrivare all'uscita, ma tornare all'entrata. Wario cioè deve:
- partire dall'entrata, che si chiuderà immediatamente all'inizio del livello, e seguire il percorso in cui si viene a trovare;
- trovare i quattro frammenti di gioielli presenti nel livello, nascosti in vari punti, accessibili a volte solo all'andata o al ritorno.
- arrivare alla fine, dove troverà una bomba ad orologeria sovrastata dal Frog Switch, un interruttore a forma di rospo che serve ad innescarla;
- una volta attivata la bomba, l'entrata si aprirà di nuovo, il livello cambierà parzialmente aspetto (ad esempio appariranno o spariranno rampe e passaggi), e partirà un timer;
- prima dello scadere del timer, Wario deve riuscire a raggiungere l'entrata. Ciò non basta ad accedere al livello successivo: il suo ingresso è infatti dietro una porta sbarrata, e Wario non può proseguire se non aprendola con un'apposita chiave custodita dal Keyzer, un animaletto volante presente nel livello, che Wario deve trovare e portare con sé fino alla fine. Se il timer scade, lo sfondo diventa grigio e Wario perderà velocemente monete. Quando Wario avrà finito anche le monete, verrà cacciato fuori dal livello, perdendo tutto.
- Una volta ottenuto il Keyzer e aver finito il livello, si aprirà il passaggio per il livello successivo. Ma per sconfiggere il boss di ogni Passaggio, è necessario anche ottenere i quattro frammenti di gioiello in ogni livello, in modo che aprano la porta per il boss.

È possibile giocare con due diversi livelli di difficoltà, Normale e Difficile, e, una volta sconfitto il boss finale, si può attivare un ulteriore livello, quello Super Difficile, ancora più arduo.
Il meccanismo delle vite è leggermente diverso da quello degli altri titoli: Wario ha infatti a disposizione una vera e propria barra di energia composta da otto cuori, che può essere caricata raccogliendo alcuni oggetti, e scaricata dai nemici che lo colpiscono. Non c'è nessun Game Over, proprio come nei due predecessori, ma se la barra di energia si azzera o se perde tutte le monete dopo lo scadere del timer di fine livello, verrà espulso dal livello e dovrà ricominciare daccapo.